# Stefano Bastianoni
Stefano Bastianoni (Pesaro, 8 febbraio 1956) è un dirigente d'azienda ed ex politico italiano.

## Biografia
Dal 1970 al 1975 ha studiato al liceo scientifico statale "G. Marconi" di Pesaro e, vincitore di una borsa di studio internazionale, fra il 1973 e il 1974 ha frequentato la Ukiah High School, a Ukiah, in California, dove ha conseguito il diploma. Dopo essersi laureato nel 1980 in scienze politiche all'Università degli Studi di Urbino, dal 1981 al 1985 è stato consulente in materie giuridiche ed economiche nell'ufficio di gabinetto del presidente del consiglio regionale delle Marche.
Dal 1980 al 1995 è stato consigliere comunale a Pesaro per la Democrazia Cristiana. Nel 1994 ha aderito al Partito Popolare Italiano, diventandone segretario regionale nelle Marche; nel 1995 è entrato nei Cristiani Democratici Uniti.
In occasione delle elezioni regionali marchigiane del 1995, è stato candidato dal Polo per le Libertà, ma è stato sconfitto dal candidato di centro-sinistra Vito D'Ambrosio. Nel 1996 è stato eletto alla Camera.
Nel gennaio 1997 ha cambiato schieramento entrando a Rinnovamento Italiano, scongiurandone in extremis la confluenza nel gruppo misto. Quindi, nel 2001, ha aderito alla Margherita, venendo eletto al Senato.
Dirigente di Confartigianato Imprese, dall'ottobre 2021 è in distacco presso il fondo interprofessionale Fondo Artigianato Formazione, dove ricopre la carica di direttore.